# Marleen Slot
 (octobre 2018).
Si vous disposez d'ouvrages ou d'articles de référence ou si vous connaissez des sites web de qualité traitant du thème abordé ici, merci de compléter l'article en donnant les références utiles à sa vérifiabilité et en les liant à la section « Notes et références ».
Marleen Slot (née en 1981 aux Pays-Bas) est une productrice néerlandaise.

## Filmographie
- 2008 : Koest de Simone van Dusseldorp[2]
- 2011 : Mascha Halberstad de Nicole van Kilsdonk
- 2011 : Taking Chances de Nicole van Kilsdonk[3]
- 2012 : Leones de Jazmín López[4]
- 2012 : Snackbar de Meral Uslu[5]
- 2012 : Tony 10 de Mischa Kamp[6]
- 2013 : THE DRIVER de Guido van Driel
- 2013 : As Boys Grow de  Charlotte van Otterloo[7]
- 2013 : New Boobs de Sacha Polak[8]
- 2013 : Munya in Me de Mascha Halberstad[9]
- 2014 : Trailer de Mascha Halberstad
- 2015 : Pregnant de Mascha Halberstad
- 2015 : Zurich de Sacha Polak
- 2017 : Monk de Ties Schenk[10]
- 2018 : Rojo de Benjamin Naishtat[11]